# The War on Drugs
The War on Drugs est un groupe de rock américain, originaire de Philadelphie, en Pennsylvanie. Formé en 2005, le groupe se compose d'Adam Granduciel (chant, guitare), David Hartley (basse), Robbie Bennett (claviers), Charlie Hall (batterie), Jon Natchez (saxophone) et Anthony LaMarca (guitare).
The War on Drugs sort son premier album studio, Wagonwheel Blues, en 2008. Kurt Vile, membre fondateur de la formation, quitte alors le groupe pour se consacrer à sa carrière solo. Le second album studio du groupe, Slave Ambient, sort en 2011 et précède une tournée qui amènera la formation en Europe et notamment en France. Son troisième album studio, Lost in the Dream, sort en 2014 et reçoit un très bon accueil critique de la presse spécialisée, y compris en France.

## Biographie

### Débuts etWagonwheel Blues(2003–2008)
En 2003, le chanteur Adam Granduciel emménage de Oakland, en Californie, à Philadelphie, où il fait la rencontre de Kurt Vile, qui est récemment revenu à Philadelphie après deux ans à Boston. Le duo commence à enregistrer, écrire et jouer ensemble.
Granduciel et Vile joueront sous le nom de The War on Drugs en 2005. Concernant le nom du groupe, Granduciel note « Mon ami Julian et moi, on a l'idée après s'être enfilés quelques bouteilles de vin rouge » Le groupe est accompagné à ses débuts par  Charlie Hall à la batterie et l'orgue, Kyle Lloyd à la batterie et Dave Hartley à la basse. Granduciel avait tourné et enregistré pour Capitol Years, et Vile avait publié quelques albums en solo. Le groupe publie son EP Barrel of Batteries gratuitement au début de 2008. Leur premier album pour Secretly Canadian, Wagonwheel Blues, est publié en 2008. Après la sortie de l'album, et une tournée européenne, Vile quitte le groupe pour se consacrer à une carrière solo. Le membre de Kurt Vile and the Violators, Mike Zanghi, se joint au groupe.

### Slave Ambient(2008–2012)
La formation effectue quelques changements, et, dès la fin 2008, Kurt Vile, Charlie Hall, et Kyle Lloyd, ont déjà quitté le groupe. À cette période, Granduciel et Hartley sont rejoints par le batteur Mike Zanghi, avec qui Granduciel a joué dans le groupe the Violators.
Après l'enregistrement de leur nouvel album, Slave Ambient, Zanghi quitte le groupe en 2010. Le batteur Steven Urgo et le claviériste Robbie Bennett les rejoignent à cette période. Concernant le départ de Zanghi, Granduciel note : « J'aimais Mike, et j'aimais ce que faisait The Violators, mais il n'allait pas avec le son de mon groupe. Mais il nous reste l'amitié, il est toujours d'accord pour venir en tournée et c'est un chic type, mais ce n'était pas le son que je voulais pour le groupe. » Slave Ambient est publié en 2011. En 2012, Patrick Berkery remplace Urgo à la batterie.

### Lost in the Dream(2013–2015)

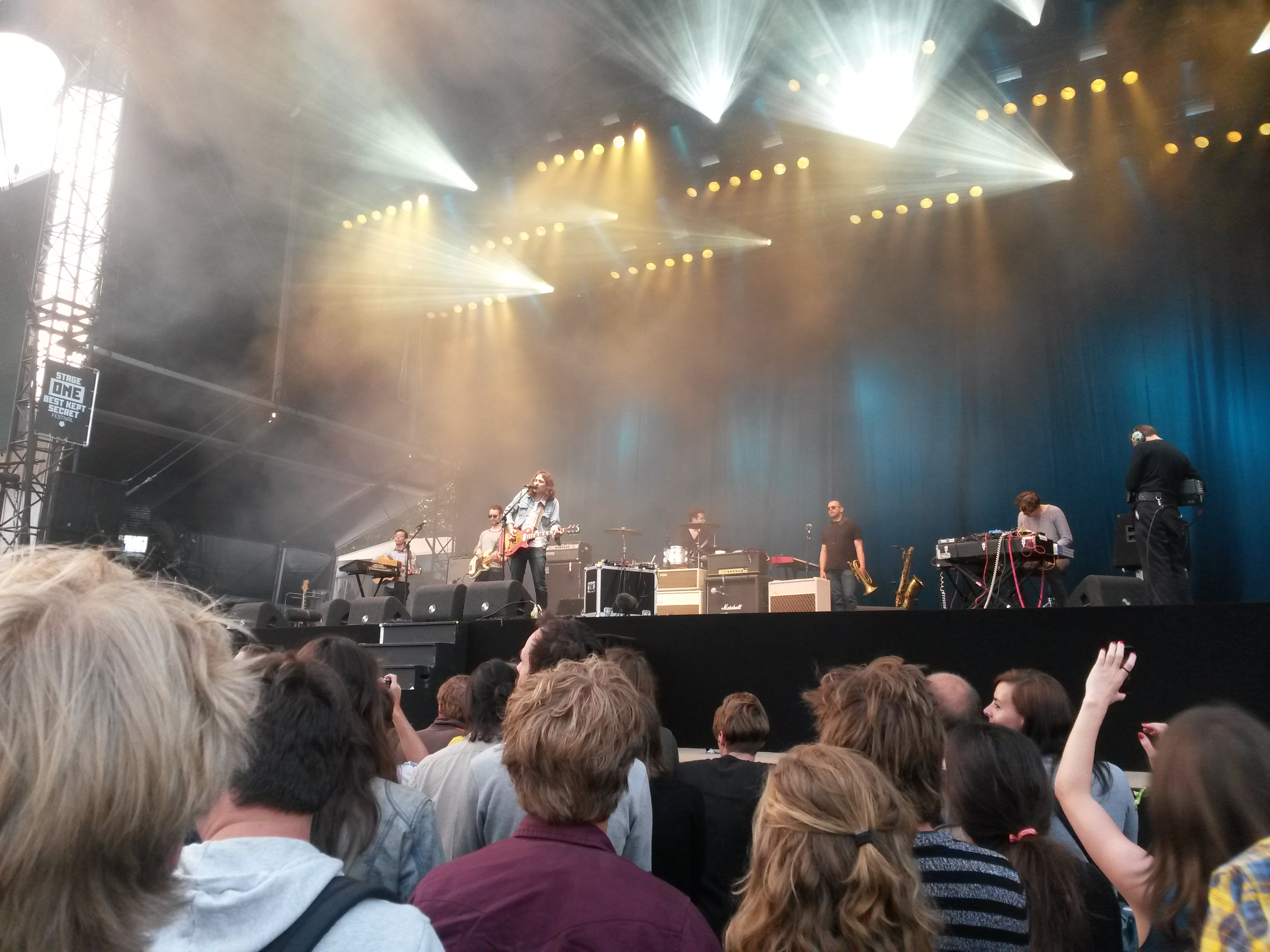
The War on Drugs at Best Kept Secret Festival, en 2014.

Le 4 décembre 2013, le groupe annonce la sortie de son troisième album, Lost in the Dream (18 mars 2014). Le groupe streame l'album dans son intégralité sur le site web First Listen de NPR, un mois avant sa sortie officielle. Lost in the Dream est cité comme album du mois par Vinyl Me, Please en août 2014.

### A Deeper Understanding(depuis 2015)
En juin 2015, The War on Drugs signe avec Atlantic Records pour un contrat de deux albums.
Pour le Record Store Day, le 22 avril 2017, The War on Drugs publie un nouveau single, Thinking of a Place. Le titre est produit par le chanteur Granduciel et Shawn Everett. Le 28 avril 2017, The War on Drugs annonce une tournée en fin d'année en Amérique du Nord et en Europe "A new album is imminent". Le 1er juin 2017, une nouvelle chanson, Holding On, est publiée, et leur nouvel album, A Deeper Understanding, sort le 25 août 2017. Le titre du disque provient d'une chanson de l'album de Kate Bush, The Sensual World. La tournée commence en septembre 2017, et se conclut en novembre en Suède.

## Membres

### Membres actuels
- Adam Granduciel – chant, guitare, harmonica, claviers, samplers (depuis 2005)
- David Hartley – basse, guitare (depuis 2005)
- Robbie Bennett – claviers, piano, guitare (depuis 2010)
- Charlie Hall – batterie, orgue (2008, depuis 2013)
- Jon Natchez – saxophone, claviers (depuis 2014)
- Anthony LaMarca – guitare, claviers (depuis 2014)

### Anciens membres
- Patrick Berkery – batterie, percussions (2012–2013)
- Steven Urgo – batterie, percussions, sampler (2010–2012)
- Mike Zanghi – batterie, percussions, sampler (2008–2010)
- Kyle Lloyd – batterie
- Kurt Vile – guitare électrique (2005–2009)

## Discographie

### Albums studio
- 2008 - Wagonwheel Blues
- 2011 - Slave Ambient
- 2014 - Lost in the Dream
- 2017 - A Deeper Understanding
- 2021 - I Don't Live Here Anymore

### Compilations et Albums en public
- 2020 - Live Drugs (Compilation de titres de concerts enregistrés répartis sur des années de tournée)
- 2024 - Live Drugs Again (enregistré durant leur tournée entre février 2022 et décembre 2023)